# Tipo nomenclatural

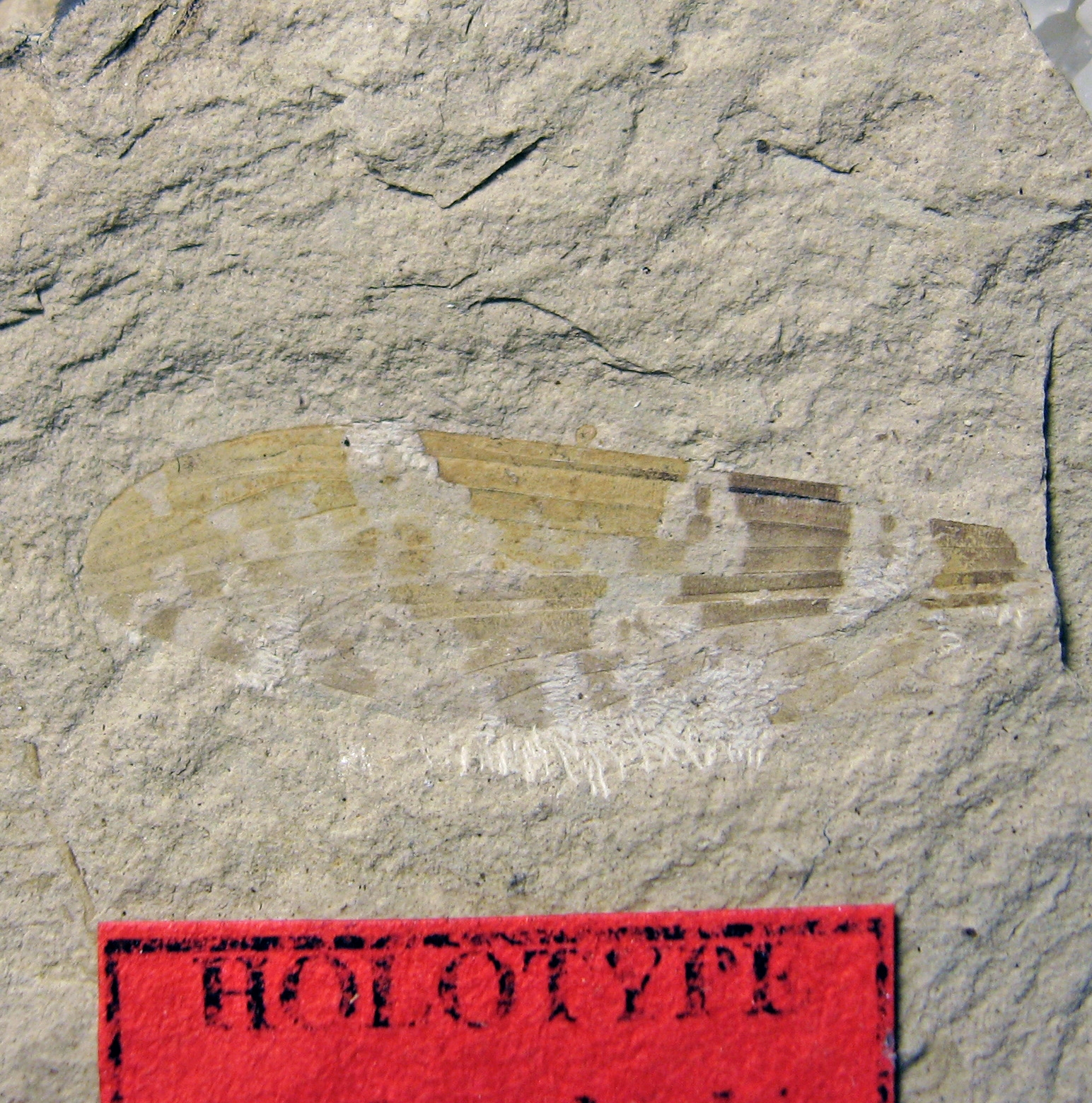
Tipo nomenclatural de Cimbrophlebia brooksi, una mosca escorpión extinta (fósil de una de las alas). El marbete rojo indica por convención que se trata de un tipo nomenclatural.

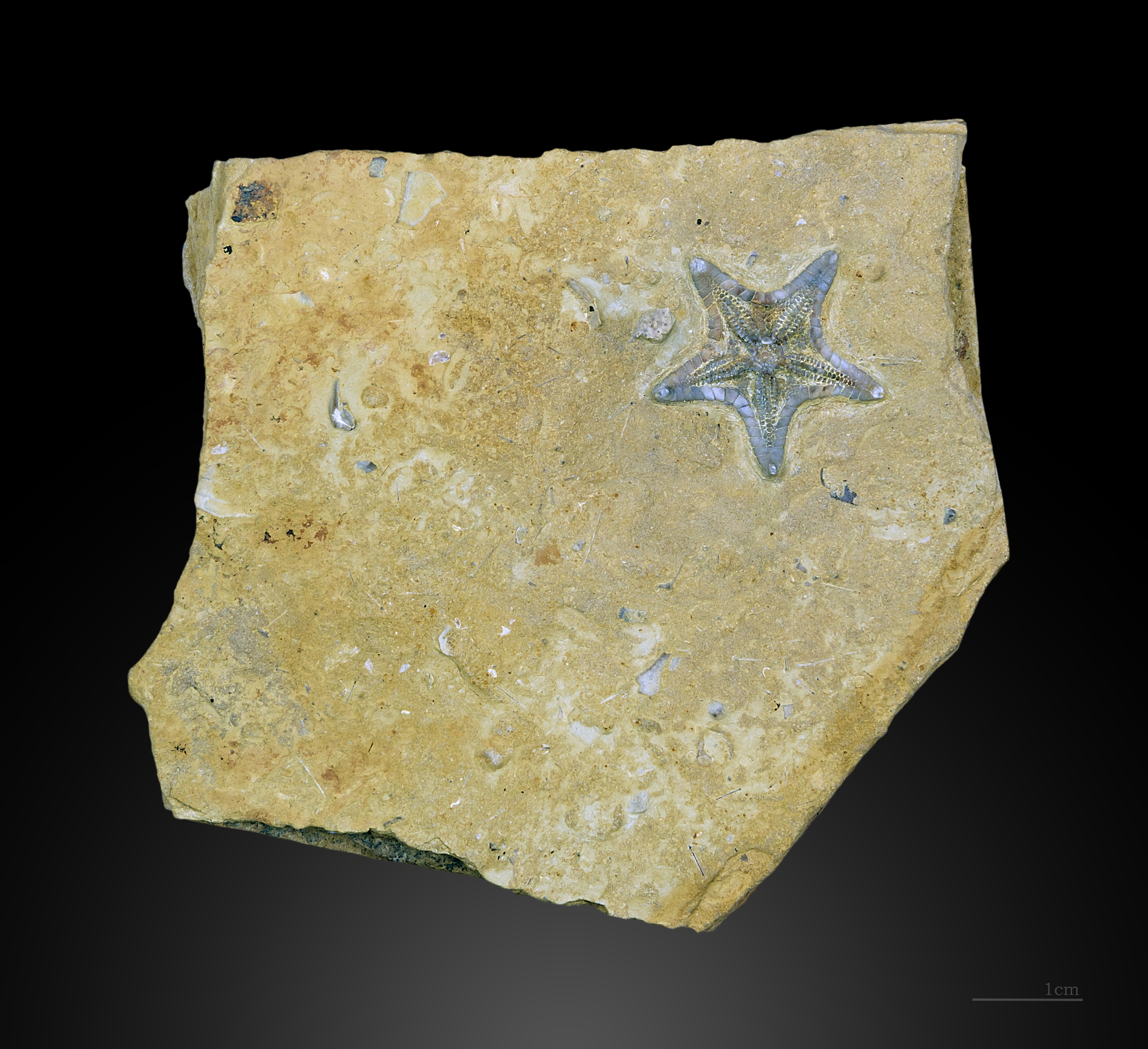
Holotipo de Marocaster coronatus

En taxonomía, el tipo nomenclatural, tipo portanombre o simplemente tipo es un ejemplar o conjunto de ejemplares que representan a un taxón, un patrón de actividad (trazas fósiles) o los restos fósiles de un taxón, sobre los que se ha realizado la descripción científica del mismo y que, de ese modo, justifica el nombre científico de una especie.
El tipo del nombre de una especie es, por lo general, el espécimen a partir del cual se ha perfilado la descripción que justifica el nombre y que se conserva permanentemente en alguna institución (museo de historia natural, herbario, centro de investigación, etc.), perfectamente siglado y localizable. 
Los taxones por encima de especie no tienen ejemplares como tipo, sino nombres de taxones del rango inmediato inferior. Así, el tipo del nombre de un género es la especie (especie tipo) sobre la cual se basó la descripción original que validaba dicho nombre. El tipo del nombre de una familia es el género (género tipo) sobre el cual fue basada la descripción original válida de la familia. En los nombres de taxones de rango superior al de familia no se aplica el principio de tipificación.
Solo los nombres tienen tipos. Los taxones no. No es correcto hablar del tipo de un taxón. Por ejemplo, es correcto hablar del tipo de un nombre específico pero incorrecto hablar del tipo de una especie.

## Clases de ejemplares tipo
Las ocho primeras clases consisten en los organismos mismos, preservados –enteros o en parte– en museos o instituciones accesibles. La última clase consiste en modificaciones exteriores causadas por el organismo clasificado, asimismo institucionalmente preservadas.
- Holotipo: el espécimen u otro elemento usado por el autor o designado por él como el tipo nomenclatural; mientras que el holotipo existe regula automáticamente la aplicación del nombre correspondiente.
- Isotipo: un duplicado del holotipo, que forma parte de la colección original.
- Lectotipo: espécimen o elemento seleccionado a partir de material original para servir como tipo nomenclatural cuando no fue asignado un holotipo con la primera publicación o por pérdida del mismo. El lectotipo se debe elegir entre los isotipos, si no existen isotipos se debe elegir entre los sintipos, si tampoco hay sintipos se elige un neotipo.
- Paralectotipo: espécimen añadido a un conjunto de sintipos después de que entre estos últimos haya sido designado un lectotipo.[1]
- Sintipo: es uno de los especímenes citados originalmente por el autor que no designó holotipo o que ha enumerado simultáneamente varios ejemplares como tipos.
- Neotipo: es un espécimen o cualquier otro elemento elegido para servir de tipo nomenclatural cuando falta todo el material sobre el cual está basado el nombre del taxón.
- Paratipo: cada espécimen de una serie tipo que no sea el holotipo.[2] La serie tipo es el material citado en la publicación original donde se describe el taxón y que no fue excluido por el autor de ser material tipo.
- Icnotipo: cada espécimen típico del nombre de un icnotaxón, es decir del tipo nomenclatural icnológico consistente en una huella exterior, dejada en el medio ambiente al efectuar un organismo vivo cualquier clase de actividad o conducta. Son ejemplos los especímenes de: icnitas, cavidades hechas por animales, huellas de pies y manos, senderos o rastrilladas, marcas de rabos, de piel, nidos o tubos en barro; madrigueras, orificios y perforaciones, pistas, rastros, coprolitos, gastrolitos, egagrópilas, regurgitalitos, minas de hojas, señales de mordeduras, secreciones estructuradas de la actividad de organismos como capullos, cápsulas de pupas, telas de arañas y agallas de las plantas; y estructuras de bioturbación tales como estromatolitos en algas o capas de suelo en bacterias. Sus tipos nomenclaturales consisten en elementos externos al organismo viviente que los produjo, debido a que los estudios icnológicos se basan en el descubrimiento y análisis de estructuras etológicas o biogénicas, es decir, de patrones estructurales –dejados por un organismo vivo– que no constituyen restos de los cuerpos de los organismos.[3] El Código Internacional de Nomenclatura Zoológica define icnotaxón como «un taxón basado en la actividad fosilizada de un organismo», y la parte de la Icnología que se encarga del estudio de los icnofósiles se denomina Paleoicnología, mientras que la Neoicnología se encarga del estudio de las señales actuales. Por ello existen numerosas clases de icnotaxones, cuyos especímenes se tipifican con categorías a menudo controvertidas;[4][5] y se utilizan los rangos icnogénero e icnoespecie taxonómicamente caracterizados por icnoholotipos o por sus icnoparatipos, icnoisotipos, etc.

El tipo (holotipo, lectotipo o neotipo) de un nombre de una especie, o de un taxón infraespecífico consiste en un espécimen único o en cualquier otro elemento, excepto para las plantas herbáceas de pequeña talla y para la mayoría de las plantas no vasculares, en los que el tipo puede consistir en varios individuos que deben conservarse de manera permanente sobre un mismo pliego de herbario o preparación.
En 2006 y 2007, al proponerse la primera clasificación biológica de un organismo marciano, se incluyó en el concepto de holotipo el conjunto de señales radiadas desde otro planeta o desde un lugar inaccesible de la Tierra desde donde no fuera posible traer al organismo original, o este debiera ser destruido, tal vez en un ensayo o experimento (por ejemplo: tomóse por holotipo, en este caso como espécimen tipo nomenclatural astrobiológico, para el nombre de cierto nuevo género y nueva especie, a las señales emitidas desde Marte en 1976 correspondientes al Labeled Release Experiment de la Mission Viking, conjunto de señales conservado por la NASA). Se aplicaba así, al antiguo concepto de que además del cuerpo el holotipo puede incluir "cualquier otro elemento", el concepto de mediación epistémica progresiva. Tal propuesta de conservar como tipo nomenclatural las estructuras de señales remotamente radiadas –e ir mejorando progresivamente su información con nuevas observaciones y ensayos destructivos– constituye una innovación en sistemática que al presente no ha sido todavía materia de amplio debate entre taxónomos.
Los especímenes tipo de nombres de taxones de plantas actuales se deben conservar de manera permanente y no pueden consistir en una planta viva o en un cultivo (a veces puede ser una figura o una descripción).
Resoluciones y recomendaciones del Código de Melbourne (2011)
El XVIII Congreso de Botánica de Melbourne (Australia) en 2011, que pasó a denominarse Código Internacional de Nomenclatura para algas, hongos y plantas (ICN o Código de Melbourne) recoge la obligación de utilizar el latín en la descripción de las especies nuevas o la necesidad de publicarlas impresas. También, a partir del 1 de enero de 2012 se admite como la publicación electrónica en formato PDF con ISSN o ISBN y la descripción o
diagnosis en latín o inglés. De hecho, desde el 1 de enero de 1858, ya era obligatoria la designación de un tipo: Un tipo nomenclatural (typus) es aquel elemento al cual el nombre de un taxón está permanentemente unido, ya sea como nombre correcto o como sinónimo. El tipo nomenclatural no es necesariamente el elemento más típico o representativo de un taxón. ( Art.7.2). Es decir, un ejemplar del taxón en cuestión preservado y conservado en una colección o herbario.
Las definiciones de las categorías de tipos según el Código de Melbourne son las siguientes:
- Holotipo: único elemento -ejemplar o ilustración- usado por el autor o designado por él como tipo nomenclatural (Art. 9.1).
- Isotipo: ejemplar duplicado del holotipo (Art. 9.4).
- Sintipo: cualquier ejemplar citado en el protólogo cuando no hay holotipo, o cualquiera de dos o más ejemplares designados simultáneamente como tipos en el protólogo (Art. 9.5).
- Paratipo: cualquier ejemplar citado en el protólogo que no sea ni el holotipo ni un isotipo, ni tampoco uno de los sintipos cuando en el protólogo dos o más ejemplares se designaron simultáneamente como tipos (Art. 9.6).
- Lectotipo: elemento (ejemplar o ilustración) del material original designado como tipo nomenclatural si al publicarse el nombre no se indicó el holotipo, o si el holotipo falta, o si se reconoce que corresponde a más de un taxón (Art. 9.2).
- Isolectotipo: ejemplar duplicado del lectotipo (Rec. 9C).
- Neotipo: ejemplar o ilustración seleccionados para servir de tipo nomenclatural cuando no exista material original o mientras falte (Art. 9.7).
- Isoneotipo: ejemplar duplicado de un neotipo (Rec. 9C).
- Epitipo: ejemplar o ilustración seleccionados para servir de tipo interpretativo cuando el holotipo, el lectotipo o neotipo designados previamente, o todo el material original asociado con un nombre válidamente publicado, no pueda ser identificado críticamente a efectos de la aplicación precisa del nombre a un determinado taxón (Art.9.8).
- Topotipo: espécimen proveniente de la localidad original del tipo o del área donde el taxón fue descrito, pero no necesariamente parte de la serie tipo; locotipo.
- Iconotipo: ilustración (dibujo o fotografía) de un tipo; ilustración usada por el autor o designada por él como tipo nomenclatural (Art. 9.1). A efectos del Art. 40 , un tipo publicado antes del 1 de enero de 2007 puede ser una ilustración (exceptuando los fósiles, Art. 8.5 ); desde esta fecha tiene que ser un ejemplar, excepto para algas microscópicas o microhongos que puede ser una ilustración efectivamente publicada cuando existan dificultades técnicas de preservación o cuando sea imposible conservar un ejemplar que muestre las características atribuidas al taxón por el autor del nombre (Art. 40.5).
- Clastotipo: parte o fragmento de un ejemplar tipo.
- Cotipo: se utilizaba para nombrar cada espécimen de una serie de tipos en ausencia de un holotipo designado; suele significar sintipo .
- Arquetipo (obsoleto): tipo ancestral. Suele significar isotipo o sintipo.[11]

## Tipificación
La tipificación es el proceso de indicación o designación de un tipo nomenclatural; es un requerimiento necesario en los Códigos Internacionales de Nomenclatura Botánica y Zoológica para la aplicación de los nombres científicos. La función es la de asegurar la máxima estabilidad y fijeza posibles de la nomenclatura, compatible con la naturaleza dinámica del sistema taxonómico.
A continuación se ejemplifica cómo se designa el tipo del nombre científico de una nueva especie tomando como ejemplo el caso de (Gymnopogon toldensis):

Gymnopogon toldensis Sulekic & Rúgolo, sp. nov. TIPO: Argentina, Salta, Depto. Santa Victoria, El Angosto, 5 km al E de Los Toldos, 1600 msnm, 17-III-1986, Sulekic, Novara & Neumann 810 (holotipo SI; isotipo Herb. Sulekic).

Como puede observarse, el tipo designa a un ejemplar de herbario (denominado por el apellido de los colectores y un número de colección: "Sulekic, Novara & Neumann 810") con su correspondiente lugar ("Argentina, Salta, Depto. Santa Victoria, El Angosto, 5 km al E de Los Toldos, 1600 msnm") y fecha de colección ("17-III-1986"). Se informa, además, en qué herbario se encuentra depositado el holotipo (en este caso, el herbario del Instituto Darwinion, cuyo código internacional es "SI") y se designa el isotipo.
En el próximo ejemplo se muestra el modo en el que se designan los neotipos:

Calibrachoa pubescens (Spreng.) Stehmann, comb. nov. Nierembergia pubescens Spreng., Syst. Veg. 1: 615. 1825. TIPO: Uruguay. Montevideo, 1926-1930, J. Anderson 97 (neotipo BM! designado aquí). Observación. En el protólogo no se indica material de referencia. Según Fries (Kongl. Svenska Vetesnkapsakad. Handl. 46(5): 50. 1911) la descripción de Sprengel está basada en material coleccionado por Sellow, depositado en el Herbario del Museo Botánico de Berlín-Dahlem (B), el cual no ha sido localizado y probablemente esté destruido. Por este motivo se ha decidido designar un neotipo.

Puede apreciarse que, en este caso, el taxónomo João R. Stehmann, al buscar el ejemplar tipo de Nierembergia pubescens Spreng. no pudo hallarlo y, ante la sospecha de que el mismo hubiera sido destruido, designó un neotipo: el ejemplar  J. Anderson 97.